# 大崎市民病院
大崎市民病院（おおさきしみんびょういん）は、宮城県大崎市にある病院である。2006年（平成18年）3月31日の市町村合併に伴い、旧「古川市立病院」を本院、その他の市内の公立病院を分院および診療所とする形で改組・改称された。
2014年（平成26年）7月1日、本院は穂波地区へ移転・開院した。

## 概要
大崎市病院事業の設置等に関する条例（平成18年3月31日条例第263号）により設置される病院である。
宮城県地域医療計画では、大崎医療圏（大崎市、加美郡、遠田郡。2005年（平成17年）国勢調査人口：21万8298人）の「地域の中核的な病院」と位置づけられており、隣接する医療圏とも連携しての医療構想が練られている（大崎・栗原・登米の3医療圏の合計人口：38万7862人）。
本院は、大崎医療圏の災害拠点病院であるほか、三次救急医療を担う救命救急センターを持ち、地域がん診療連携拠点病院、地域周産期母子医療センターなどの指定を受けている。

## 沿革

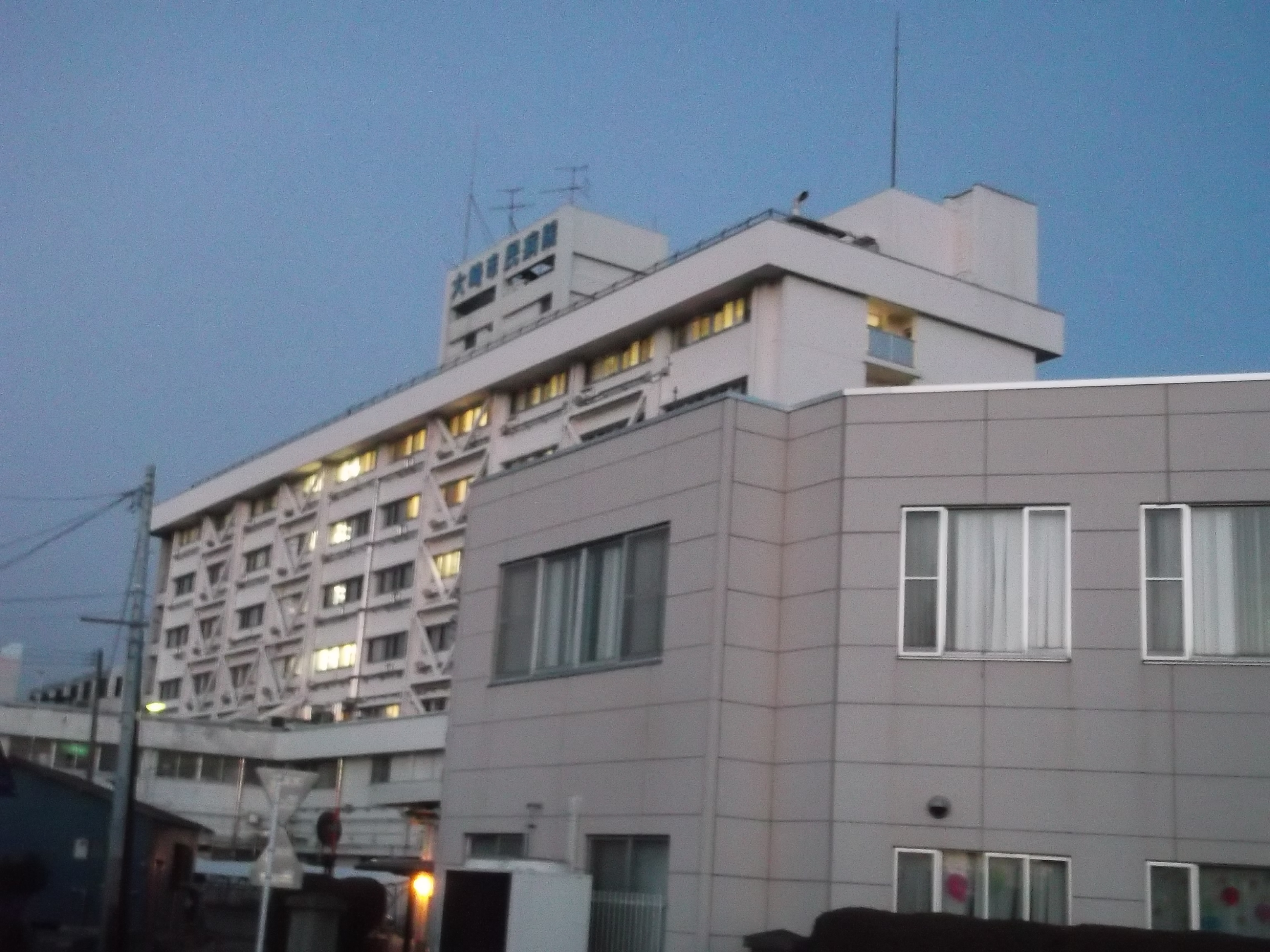
古川千手寺町の旧本院

1938年（昭和13年）12月に発足した大崎久美愛病院を前身とし、戦後には宮城県厚生農業協同組合連合会によって運営されていた。
1956年（昭和31年）には病床数218床（うち結核病床60床）の古川市立病院となり、基準給食や基準看護も導入された。1968年（昭和43年）8月、3年前に着手された病院全面増改築工事設計に基づき、新たな本館とサービス棟が全面竣工した。総工費は5億5000万円であり、病床数は352床に増加した。翌1969年（昭和44年）、それまで存在していた付属准看護学校は廃校とされた。
1992年（平成4年）には救急医療センター、2001年（平成13年）には南病棟、2004年（平成16年）には救命救急センター・ICUがそれぞれ完成した。2006年（平成18年）3月、市町村合併に伴って古川市および周辺自治体が合併して大崎市に移行し、新市にある公立病院が「大崎市民病院」として統合されて改称された。
2012年（平成24年）2月25日、新築された岩出山分院の落成式が行われた。3月から診療開始。
本院は、2014年（平成26年）7月1日に移転した新病院で診療開始となった。

## 移転問題
当院本院は、大崎市内の穂波地区（北緯38度33分58秒 東経140度56分38.4秒 / 北緯38.56611度 東経140.944000度）に新築移転し、2013年（平成25年）9月に病床数500床で開院する予定となっている。旧古川市中心部である現在地から南西約2kmの地点への移転計画には反対意見も多く、2010年（平成22年）4月に行われた大崎市長選挙には、移転反対候補として、元宮城県知事・本間俊太郎が擁立された。
選挙結果は現職市長の再選となり、移転計画は有権者の支持を得た格好となった。
2012年（平成24年）3月1日、新本院が着工した。大崎市地区計画条例による本来の穂波地区の建物の高さ制限は25mであるが、設計では新本院の高さは46.4mとなる。これは同条例の特例条項を適用したためであるが、特例条項の乱用にあたるとして市民グループが建築確認の「確認済証」の取り消しを求めて同市建築審査会に審査請求を行った。

## 不祥事
- 2015年6月、家庭内暴力が原因で保護入院していた姉妹の電子カルテを、医療事務会社の社員と看護師ら計24人が職務と無関係に不正閲覧していた。一部職員は「興味本位で見た」とされる[9]。

- 2023年、医師や看護師ら約1100人に対して残業代10.5億円の給与未支払いがあることを指摘された[10]。所轄の古川労働基準監督署は労働基準法違反であるとして、2020年3月から遡って未払いとなっている10.5億円について病院側に支払うよう2023年8月に是正勧告を行った[10]。しかし病院側は赤字経営や予算不足を理由に1年経過した2024年8月現在も2.3億円を支払うのみ留まった[10]。未払いは時間外労働時間の過少申告や一部の手当を算定しないなどの手口で実施されていた[10]。

## 医療機関の指定等
- 保険医療機関
- 救急告示医療機関
- 労災保険指定医療機関
- 指定自立支援医療機関（更生医療・育成医療・精神通院医療）
- 身体障害者福祉法指定医の配置されている医療機関
- 生活保護法指定医療機関
- 結核指定医療機関
- 指定養育医療機関
- 戦傷病者特別援護法指定医療機関
- 原子爆弾被害者医療指定医療機関
- 原子爆弾被害者一般疾病医療取扱医療機関
- 第二種感染症指定医療機関
- 公害医療機関
- 母体保護法指定医の配置されている医療機関
- 災害拠点病院
- 救命救急センター
- 臨床研修指定病院
- がん診療連携拠点病院
- 特定疾患治療研究事業委託医療機関
- DPC対象病院
- 小児慢性特定疾患治療研究事業委託医療機関
- 地域周産期母子医療センター
- 産科医療補償制度加入施設

## 分院・診療所

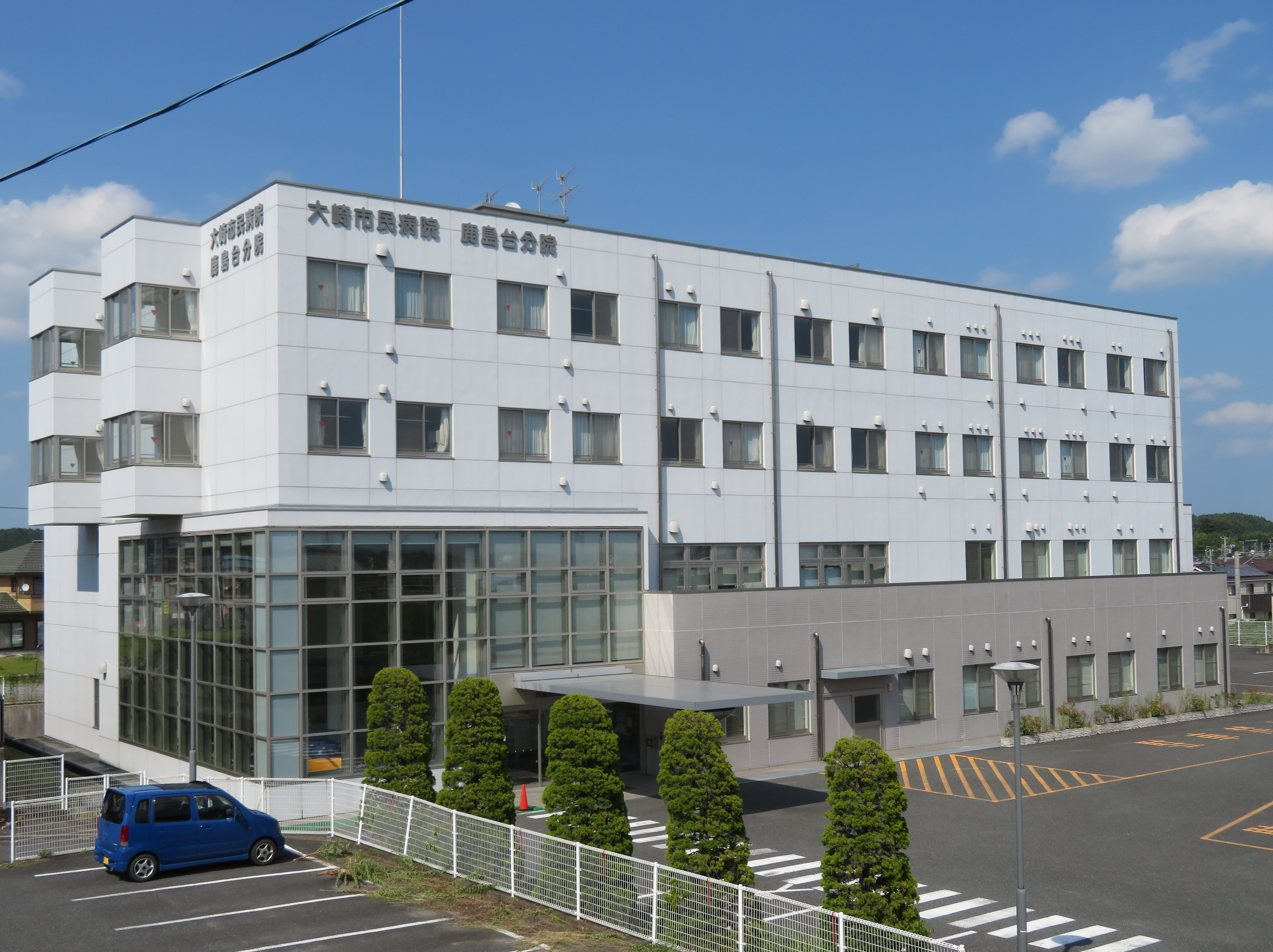
鹿島台分院

- 鳴子温泉分院（北緯38度45分4.4秒 東経140度43分34.2秒。旧国立鳴子病院）
- 岩出山分院（北緯38度39分16.2秒 東経140度52分5.3秒 / 北緯38.654500度 東経140.868139度）
- 鹿島台分院（北緯38度28分44.9秒 東経141度5分53.3秒 / 北緯38.479139度 東経141.098139度）
- 田尻診療所（北緯38度36分1.4秒 東経141度1分46.7秒 / 北緯38.600389度 東経141.029639度）

## 交通アクセス
本院
- JR東日本
  - 東北新幹線/陸羽東線・古川駅より以下のバスで「大崎市民病院」停留所下車。
    - ミヤコーバス大崎市民病院シャトルバス（平日のみ）：大崎市民病院行
    - ミヤコーバス色麻線(病院経由)：色麻町役場前行
    - 美里町住民バス美里線（平日のみ）：大崎市民病院行

  - 陸羽東線・塚目駅から1.2km。
- 栗原市民バス 大崎市民病院線（平日のみ）：大崎市民病院行